# Nicolás Sartori
Nicolás Sartori Iparraguirre (*Los Toldos, Argentina, 23 de mayo de 1976) es un exfutbolista argentino. Jugó como defensa.

## Clubes
| Club                 | País      | Año       |
| -------------------- | --------- | --------- |
| Ferro Carril Oeste   | Argentina | 1997-2000 |
| Gimnasia de Jujuy    | Argentina | 2000-2001 |
| Club León            | México    | 2001-2002 |
| The Strongest        | Bolivia   | 2003-2004 |
| Chacarita            | Argentina | 2005      |
| Huracán              | Argentina | 2005-2006 |
| Universidad de Chile | Chile     | 2006      |
| Wilstermann          | Bolivia   | 2007      |
| Real Potosí          | Bolivia   | 2008      |
| Sarmiento            | Argentina | 2008-2009 |
| C.A.I.               | Argentina | 2009-2010 |
| Alvear FBC           | Argentina | 2010      |
| P.E.F. Matienzo      | Argentina | 2010      |
| AD Berazategui       | Argentina | 2011      |